# Margarites rossicus
Margarites rossicus, tên tiếng Anh: pearly margarite, là một loài ốc biển, là động vật thân mềm chân bụng sống ở biển thuộc họ Calliostomatidae.
There are two subspecies: 
- Margarites rossicus derjugini Galkin, 1955 [ex Bartsch MS]
- Margarites rossicus rossicus Dall, 1919

Some authors place this species in the phân chi Margarites (Pupillaria)

## Miêu tả
Loài này có vỏ dài 23 mm

## Phân bố
Chúng phân bố ở Russian Arctic waters và dọc theo miền nam Hokkaido.